# Estació de Carretera de les Aigües
Carretera de les Aigües és una estació del Funicular de Vallvidrera de FGC situada a la vora de la carretera de les Aigües al districte de Sarrià - Sant Gervasi de Barcelona.
L'estació està a la vora del punt d'encreuament del funicular, a més perquè s'aturin els vehicles s'ha de demanar parada pitjant un botó al comboi o al baixador, com si fos un autobús.
L'any 2016 va registrar l'entrada de 24.223 passatgers.
| Funicular de Vallvidrera de FGC |                   |       |                      |                        |
| Procedència/Destinació          | <                 | Línia | >                    | Procedència/Destinació |
| Peu del Funicular               | Peu del Funicular |       | Vallvidrera-Superior | Vallvidrera-Superior   |